# Till härlighetens höjder i tron jag ställt min färd
Till härlighetens höjder i tron jag ställt min färd är en sång från 1910 med text och musik av David Wickberg. 

## Publicerad i
- Frälsningsarméns sångbok 1929 som nr 495 under rubriken "De yttersta tingen och himmelen".
- Musik till Frälsningsarméns sångbok 1930 som nr 495.
- Frälsningsarméns sångbok 1968 som nr 571 under rubriken "Evighetshoppet".
- Frälsningsarméns sångbok 1990 som nr 710 under rubriken "Framtiden och hoppet".
- Sångboken 1998 som nr 128.